# Nikolai Nikolajewitsch Benardos

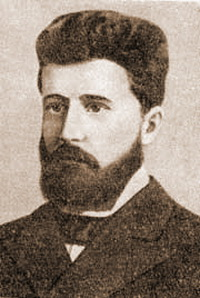
Nikolai Benardos

Nikolai Nikolajewitsch Benardos (russisch Никола́й Никола́евич Бенардо́с; * 26. Julijul. / 7. August 1842greg. in Bernardosowka, Gouvernement Cherson; † 8. Septemberjul. / 21. September 1905greg. in Fastow) war ein russischer  Erfinder und Ingenieur, der 1881/1882 zusammen mit dessen Förderer Stanisław Olszewski das erste praktisch einsetzbare Lichtbogenschweißverfahren erfand und öffentlich vorstellte.
Das Schweißen von Metallen (i. d. R. Stahl bzw. Eisen) über einen Schweißlichtbogen wurde hier über eine Kohleelektrode durchgeführt.
Benardos erhielt dazu, gemeinsam mit Olszewski, in wichtigen europäischen Ländern Patente. Zuerst 1885 in Frankreich, Belgien, England, Deutschland; es folgten 1886 Russland und am 5. Januar 1887 Spanien. Daraufhin erfolgte außereuropäisch – im wichtigen Markt der USA – am 17. Mai 1887 eine Patenterteilung zum gleichen Schweißverfahren unter dem Namen Elektrogefest.

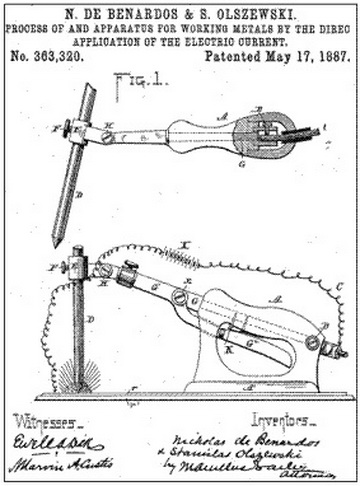
Patent für das Lichtbogenschweißen Elektrogefest, das Benardos und seinem Förderer Stanisław Olszewski im Jahre 1887 in den USA zuerkannt worden war

1887 stellte er das erste Widerstandspunktschweißgerät der Öffentlichkeit vor.

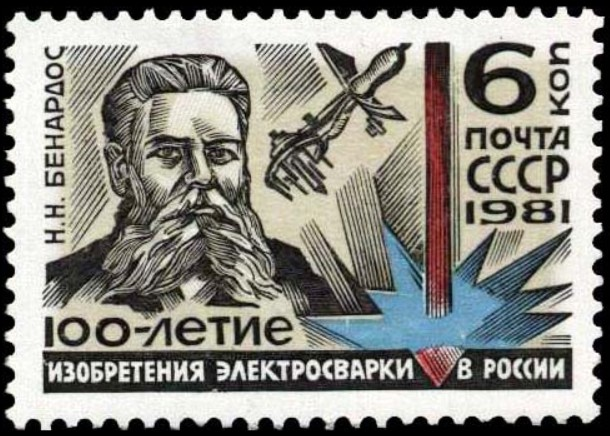
Briefmarke der Sowjetunion 1981, anlässlich des 100. Jahrestages der Erfindung des Lichtbogenhandschweißens von Benardos